# Кара (Клуж)
Кара (рум. Cara) насеље је у Румунији у округу Клуж у општини Кожокна. Oпштина се налази на надморској висини од 356 m.

## Историја
Према државном шематизму православног клира Угарске 1846. године у месту "Кара" живело је 113 породица. месни парој је тада поп Прокопије Продан који је и вицеархиђакон.

## Становништво
Према подацима из 2002. године у насељу је живело 751 становника.

### Попис2002.
| Расподела становништва по националности 2002.‍ | Расподела становништва по националности 2002.‍ | Расподела становништва по националности 2002.‍ | Расподела становништва по националности 2002.‍ | Расподела становништва по националности 2002.‍ |
| --------------------------------------------- | --------------------------------------------- | --------------------------------------------- | --------------------------------------------- | --------------------------------------------- |
|                                               |                                               |                                               |                                               |                                               |
| Румуни                                        | Румуни                                        |                                               | 613                                           | 81,6%                                         |
| Мађари                                        | Мађари                                        |                                               | 65                                            | 8,7%                                          |
| Роми                                          | Роми                                          |                                               | 73                                            | 9,7%                                          |